# Слущин
Слущин (пол. Słuszczyn) — село в Польщі, у гміні Солець-над-Віслою Ліпського повіту Мазовецького воєводства.
Населення — 156 осіб (2011).

## Демографія
Демографічна структура станом на 31 березня 2011 року:
|          | Загалом | Допрацездатний вік | Працездатний вік | Постпрацездатний вік |
| -------- | ------- | ------------------ | ---------------- | -------------------- |
| Чоловіки | 76      | 12                 | 52               | 12                   |
| Жінки    | 80      | 11                 | 42               | 27                   |
| Разом    | 156     | 23                 | 94               | 39                   |